# История Джоанны
«История Джоанны» (англ. The Story of Joanna) — американский порнофильм 1975 года режиссёра Джерарда Дамиано с Джеми Гиллисом и Терри Холл в главных ролях. Картина имеет садомазохистскую тематику под влиянием «Истории О» (1954). Считается классикой порношика (1969—1984). Был введён в Зал славы XRCO.

## Сюжет
Привлекательная Джоанна (Терри Холл) влюбляется в Джейсона (Джеми Гиллис). Он живёт в мрачном викторианском поместье и требует, чтобы она в доказательство своей любви отдалась незнакомцу. Когда Джоанна отвечает на требования, они становятся всё более серьёзными. Между ними развиваются мейлдом-отношения, в которых каждый из них раскрывается. Чем больше требует Джейсон, тем глубже становится любовь Джоанны к своему господину. Он хочет смерти и пытается заставить Джоанну убить его.

## В ролях
- Джеми Гиллис — Джейсон
- Терри Холл — Джоанна
- Зебеди Колт — Гриффин
- Джульетт Грэхэм — Джина
- Стивен Лэрк — танцор

## Критика
Роджер Филберт из Pornonomy присвоил фильму рейтинг B, заявив: «Технически фильм выглядит великолепно — в частности, сцена между Грэм и Кольтом должна была бы считаться одной из лучших хардкорных сцен, которые я помню, — но страдает от неровного ритма. Мрачновато, но не так захватывающе, как, скажем, 3 AM или Дьявол в мисс Джонс. Я рад, что увидел это, но есть мало шансов, что я когда-нибудь вернусь (кроме, может быть, чтобы посмотреть эту сцену Грэм/Кольта…).».

## Награды
- Зал славы XRCO (1986)